# Canale Passo di Rigano
Il Canale Passo di Rigano è, dopo il fiume Oreto, il principale corso d'acqua che scorre a Palermo.
Anticamente secondo lo storico Rosario La Duca aveva la denominazione di Flumen Galli.
Si tratta di un canale a carattere torrentizio che raccoglie acqua da parecchi piccoli affluenti che scendono dalla zona nord-ovest della città di Palermo, tra questi torrenti troviamo il Luparello, il Borsellino, il Celona e il Mortillaro. Il canale scorre in una zona abbastanza centrale della Conca d'Oro ed è attualmente completamente canalizzato terminando il suo percorso all'interno dei Cantieri Navali dopo avere attraversato il suo ultimo tratto sotto la sede stradale di via Nicolò Spedalieri, mentre l'antico tracciato sfociava poco a nord dell'attuale molo S. Lucia, nel piano dell'Ucciardone. Sopra di esso sono sorte le strade di via Aci, via UR15, via ingegner Nicolò Mineo, via principe di Paternò. Tra i suoi affluenti troviamo i torrenti Luparello, Borsellino, Celona e Mortillaro.
Nell'aprile del 2013 la copertura in cemento armato del canale all'incrocio tra via ingegner Nicolò Mineo e viale Regione Siciliana è stata gravemente danneggiata dagli operai dell'Enel che stavano effettuando un intervento in zona.
Il tratto di Circonvallazione è poi stato chiuso al traffico nel 2020. Nel Febbraio 2022 è stato dato l'incarico alla ditta Mondello di Brolo per effettuare i lavori di rifacimento della copertura del canale per una cifra pari a  € 167.600, da consegnarsi entro giugno 2022